# Édouard Jeauneau
Édouard Jeauneau (* 14. August 1924 in Coudray-au-Perche; † 10. Dezember 2019 in Chartres) war ein französischer Philosophiehistoriker.

## Leben
Er wurde 1947 zum Priester geweiht. Jeauneau wurde an der Pontificia Università Gregoriana in Rom, an der Sorbonne und an der École pratique des Hautes Études in Paris ausgebildet und unterrichtete zunächst am Grand Séminaire von Chartres (1948–1958), bevor er 1958 Directeur de recherche am Centre National de la Recherche Scientifique in Paris wurde. 1975 wurde er Senior Fellow des Pontifical Institute of Mediaeval Studies (PIMS) und führte von da an bis 1990 in der Regel jedes Herbstsemester ein Seminar am PIMS durch. Jeauneau war korrespondierendes Mitglied der Medieval Academy of America (1990) und der British Academy (1992).

## Schriften (Auswahl)
- La philosophie médiévale. Paris 1967, OCLC 1078837879.
- Études érigéniennes. Paris 1987, ISBN 2-85121-087-4.
- Tendenda vela. Excursions littéraires et digressions philosophiques à travers le Moyen Âge. Turnhout 2007, ISBN 978-2-503-51918-0.
- Rethinking the School of Chartres. Toronto 2009, ISBN 1-4426-0007-1.